# Скандраков Сергій В'ячеславович
Сергій В'ячеславович Скандраков (біл. Сяргей Вячаслававіч Скандракоў; 21 жовтня 1876, Мглин, Мглинський повіт, Чернігівська губернія, нині Брянська область, Російська федерація — 2 серпня 1953 року, Караганда) — білоруський вчений-агроном, публіцист, краєзнавець; псевдоніми: Сергій Мглинський; Янка з Великого Поля.

## Життєпис
Навчався в Слуцькій і Мінській гімназіях, закінчив Московський сільськогосподарський інститут (1906). Брав участь в роботі Мінського товариства любителів витончених мистецтв. Публікувався в газеті «Мінський листок». Під час революції 1905—1907 був членом Мінського комітету Білоруської соціалістичної громади, редактором-видавцем газети «Голос Білорусі» (1 номер вийшов 1 січня 1906 в Мінську, заборонена владою), де опублікував свій революційний твір «Казка про голих і соболині шуби», вірші білоруською мовою Францішека Богушевича і Янки Лучини. Один із засновників книжкового товариства «Мінчанин».
У 1907–1910 в мінських газетах друкував політичні казки.
З 1911 — директор Красноградської дослідної станції в Полтавській губернії, з 1921 —білоруської агрономічної станції в Банцеровщині, професор БДУ, БСГА. Працював у Інституті білоруської культури (1923–1925, відповідальний секретар Центрального бюро краєзнавства) і Біл НДІ сільського та лісового господарства. Був заступником голови Білоруського Вільно-Економічного товариства при Білоруському державному політехнічному інституті (1921–1922).
6 липня 1930 заарештований органами ДПУ БССР у справі «Спілки визволення Білорусі». Засуджений за постановою колегії ОДПУ СРСР 10 квітня 1931 за «шкідництво і антирадянську агітацію» до 5 років позбавлення волі. Покарання відбував у Ярославлі. Звільнений 15 листопада 1934. Після звільнення працював на наукових і педагогічних посадах в Ярославлі, Мічурінську, Душанбе, Алматі, Караганді. Реабілітований судовою колегією у кримінальних справах Верховного суду БССР 15 листопада 1957.
Автор оповідання «Аграном Сэрадэля» (1924), науково-популярних нарисів з агрономії, статей з краєзнавства. Був добре знайомий з Янкою Купалою і Якубом Коласом, листувався з Володимиром Короленком.
Сергій Скандраков став прототипом для образу вченого Кандаковича в трилогії Якуба Колоса «На росстанях» («На роздоріжжі»).
Був одружений, мав дитину.